# Ильин, Александр Васильевич (военный)
Алекса́ндр Васи́льевич Ильи́н (1802—1849) — подполковник корпуса морской артиллерии.

## Биография
Александр Ильин закончил в 1815 году Черноморское артиллерийское училище, был оставлен при Училище для усовершенствования в артиллерийском деле. В 1825—1826 годах находился в практическом плавании по Чёрному морю, после чего состоял при Черноморском училище преподавателем русского и французского языков.
Принимал участие в Турецкой войне 1828—1829 годов и за отличие при осаде Варны получил первый офицерский чин. Переведённый на Балтийский флот, Ильин исполнял в Морском министерстве различные поручения по артиллерийской части. В 1844 году сменил А. Б. Албенского на должности управляющего исполнительным отделением Артиллерийского департамента.
Основательно зная иностранные языки, Ильин перевёл: «Руководство к прицеливанию артиллерийских орудий на море» (с фр. 1831); «Исследование артиллерийского орудия на море» (1832) и, помимо этого, издал руководства: «Практическая морская артиллерия» (СПб., 1841) и «Наука морской артиллерии», через некоторое время принятые во флоте России. Написал также немало статей для «Энциклопедического Лексикона» А. А. Плюшара, «Военного энциклопедического лексикона», а также писал для «Морского сборника».
Александр Васильевич Ильин умер в 1849 году.

## Сочинения
- Наука о морской артиллерии. — СПб., 1846. — 805 с.: табл.

## Награды
- Награждён орденом Святого Георгия 4-й степени в 1844 году (возможно сведения о награждении ошибочны).
- Также награждён другими орденами Российской империи.